# Night Visions Live
Night Visions Live je druhé koncertní album americké indie rockové skupiny Imagine Dragons, které bylo vydáno 25. února 2014 přes Interscope Records a KIDinaKORNER. Jedná se o záznam koncertu ze dne 16. května 2013, který se konal v coloradském Denveru v rámci turné Night Visions Tour.

## Seznam skladeb
Všechny skladby, až na vypsané výjimky, složili Ben McKee, Daniel Platzman, Dan Reynolds a Daniel Wayne Sermon.
| Pořadí         | Název                                       | Autor                                                           | Délka |
| -------------- | ------------------------------------------- | --------------------------------------------------------------- | ----- |
| 1.             | Radioactive                                 | McKee, Platzman, Reynolds, Sermon, Alexander Grant, Josh Mosser | 6:44  |
| 2.             | Hear Me                                     |                                                                 | 4:54  |
| 3.             | On Top of the World                         | McKee, Platzman, Reynolds, Sermon, Grant                        | 3:22  |
| 4.             | Round and Round                             | McKee, Platzman, Reynolds, Sermon, Grant                        | 3:38  |
| 5.             | Amsterdam                                   |                                                                 | 4:11  |
| 6.             | Tiptoe                                      |                                                                 | 5:35  |
| 7.             | Cha-Ching                                   | Clint, Holgate, McKee, Platzman, Reynolds, Sermon               | 4:43  |
| 8.             | Rocks                                       |                                                                 | 3:43  |
| 9.             | Demons                                      | McKee, Platzman, Reynolds, Sermon, Grant, Mosser                | 3:16  |
| 10.            | Underdog                                    |                                                                 | 4:18  |
| 11.            | It's Time                                   |                                                                 | 5:30  |
| 12.            | It's Time (Live London Sessions Acoustic)   |                                                                 | 4:10  |
| 13.            | Radioactive (Live London Sessions Acoustic) | McKee, Platzman, Reynolds, Sermon, Grant, Mosser                | 4:30  |
| 14.            | Demons (Live London Sessions Acoustic)      | McKee, Platzman, Reynolds, Sermon, Grant, Mosser                | 3:07  |
| Celková délka: | Celková délka:                              | Celková délka:                                                  | 61:41 |

## Hudebníci
Imagine Dragons
- Dan Reynolds – zpěv, bicí
- Daniel Wayne Sermon – zpěv, bicí, doprovodné vokály
- Ben McKee – basová kytara, bicí, doprovodné vokály, klávesy
- Daniel Platzman – bicí, viola, doprovodné vokály
- Ryan Walker (člen na turné) – klávesy, elektrická kytara, bicí, doprovodné vokály, elektrická mandolína, akustická kytara

## Datum vydání
| Země                   | Datum          | Formát     | Vydavatelství                   |
| ---------------------- | -------------- | ---------- | ------------------------------- |
| Kanada                 | 25. února 2014 | CD+DVD     | KIDinaKORNER Interscope Records |
| Spojené státy americké | 25. února 2014 | CD+DVD     | KIDinaKORNER Interscope Records |
| Ukrajina               | 4. března 2014 | ke stažení | Interscope Records              |
| Austrálie              | 4. dubna 2014  | CD+DVD     | Interscope Records              |
| Nový Zéland            | 4. dubna 2014  | CD+DVD     | Interscope Records              |
| Francie                | 7. dubna 2014  | CD+DVD     | Interscope Records              |
| Německo                | 7. dubna 2014  | CD+DVD     | Interscope Records              |
| Spojené království     | 7. dubna 2014  | CD+DVD     | Interscope Records              |